# 百惠辞典
『百惠辞典』（ももえじてん）は、山口百恵のベスト・アルバム。1995年8月2日にソニーミュージックよりリリースされた。

## 概要
引退15周年記念特別企画として、全シングルのA面・B面65曲を発売順に収録した3枚組ベストアルバム。
全シングルの楽曲を収録したアルバムは本作が初であるが、収録時間の関係で後奏のフェードアウトが早くなっている曲があるため、完全オリジナル版の収録とは言えず、完全版のCD化は2007年発売の『Complete MOMOE PREMIUM』（及び『MOMOE PREMIUM update』まで待たなくてはならなかった。
特典として76ページのカラーブックレットが封入されており、柴門ふみによるライナーノーツ、篠山紀信撮影による写真集、活動年譜、アルバム・ディスコグラフィー及びシングルのアルバム収録一覧が収録されている。

## 収録曲

### Disc-1
1. としごろ
2. 叱らないでね
3. 青い果実
4. おかしな恋人
5. 禁じられた遊び
6. パパは恋人
7. 春風のいたずら
8. 雨に濡れた少女
9. ひと夏の経験
10. 太陽の友達
11. ちっぽけな感傷
12. 清潔な恋
13. 冬の色
14. 伊豆の踊子
15. 湖の決心
16. 春の奇跡
17. 夏ひらく青春
18. 愛がひとつあれば
19. ささやかな欲望
20. ありがとう あなた
21. 白い約束
22. 山鳩
23. 愛に走って
24. 赤い運命
25. 横須賀ストーリー
26. GAME IS OVER

### Disc-2
1. パールカラーにゆれて
2. 雨に願いを
3. 赤い衝撃
4. 走れ風と共に
5. 初恋草紙
6. モノトーンの肖像画
7. 夢先案内人
8. 春に吹かれて
9. イミテイション・ゴールド
10. 花筆文字
11. 秋桜
12. 最後の頁
13. 赤い絆 (レッド・センセーション)
14. 口約束
15. 乙女座 宮
16. 視線上のアリア
17. プレイバックPart2
18. 賭け
19. 絶体絶命
20. 落葉の里
21. いい日旅立ち

### Disc-3
1. スキャンダル（愛の日々）
2. 美・サイレント
3. 曼珠沙華
4. 愛の嵐
5. シニカル
6. しなやかに歌って
7. 娘たち
8. 愛染橋
9. イノセント（純粋）
10. 謝肉祭
11. イントロダクション・春
12. ロックンロール・ウィドウ
13. アポカリプス・ラブ
14. さよならの向う側
15. 死と詩 -death and poem-
16. 一恵
17. 想い出のストロベリーフィールズ
18. 惜春通り